# Stangata napoletana
Stangata napoletana è un film italiano del 1983 diretto da Vittorio Caprioli.
Il film è conosciuto anche con il sottotitolo La trastola.

## Trama
L'ultimo desiderio di Vito Fonseca morendo è quello di essere sepolto nella natia Napoli: e così avviene. Quando la giovane e bella moglie Fanny arriva a Napoli scopre che il marito aveva un figlio, Ferdinando, una moglie e una villa di cui è unica erede. È tutto una "trastola", una truffa, e Fanny si trova con 100 milioni di meno. Ma anche lei non è da meno e quando Don Vincenzo Coppola scopre l'inganno, Fanny si intromette nel gioco che vede al centro l'acquisto da parte di un gruppo di Marsiglia di una parte della costiera amalfitana. E tra inganni e controinganni, truffe e controtruffe, amori veri e amori falsi, la storia ha il suo lieto fine dove era iniziata: in America.